# نازوک
نازوک (ارمنی: Նազուկ; انگلیسی: Nazook) یک شیرینی ارمنستانی است و ترکیبات آن عبارتند از: آرد، کره، شکر، خامه ترش، مخمر، تخم‌مرغ. مغز این شیرینی از فندقی و مغز گردو است.